# Ravioli
Ravioli – potrawa kuchni włoskiej.

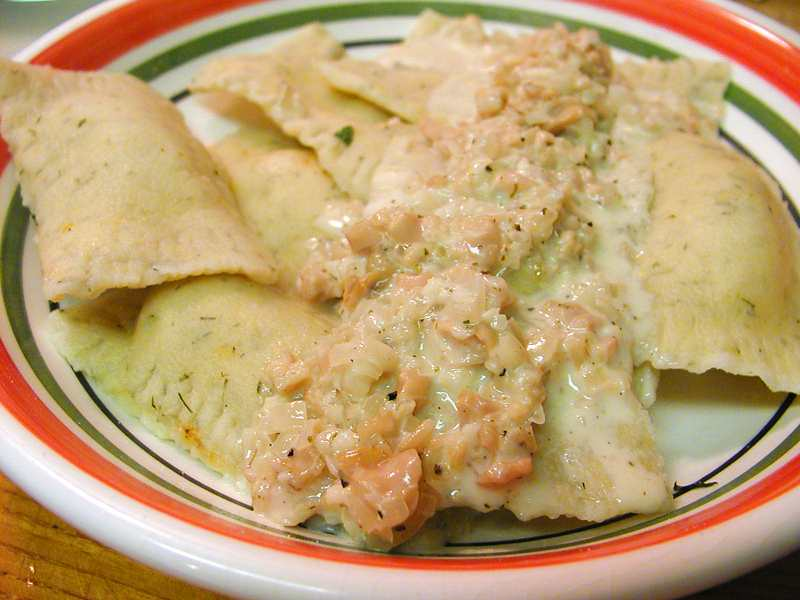
Ravioli

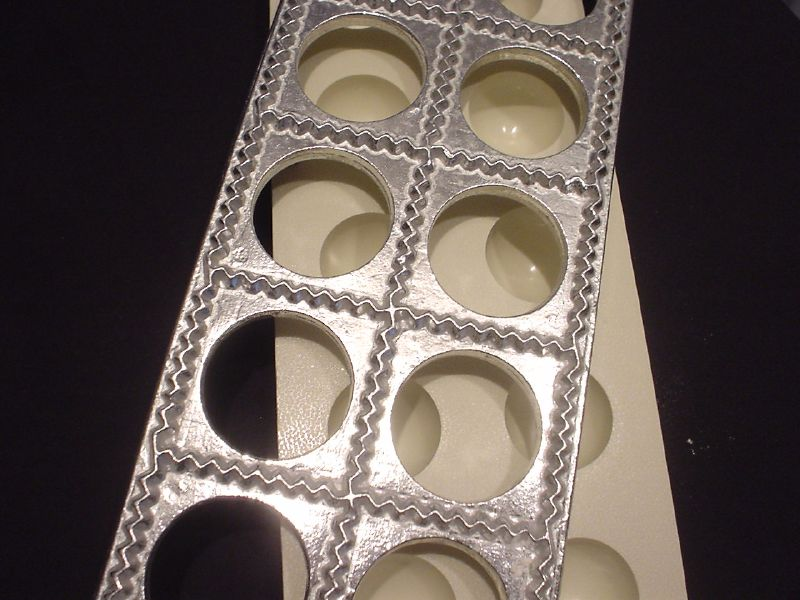
Wykrawacz do ravioli

Są to nieduże pierożki. Nadziewa się je zazwyczaj serem ricotta, mięsem lub warzywami – najczęściej szpinakiem.